# Pseudocalyx aurantiacus
Pseudocalyx aurantiacus är en akantusväxtart som beskrevs av Raymond Benoist. Pseudocalyx aurantiacus ingår i släktet Pseudocalyx och familjen akantusväxter. Inga underarter finns listade i Catalogue of Life.